# ファズリ・アヨブ
ムハンマド・ファズリ・ビン・アヨブ（Muhammad Fazli bin Ayob、1990年1月24日 - ）は、Sリーグのホーム・ユナイテッドに所属するサッカー選手。シンガポール代表。ポジションはMF。

## 経歴
2009年にヤング・ライオンズでプロデビュー。2012年に新設されたシンガポール・ライオンズXIIに移籍し、同チームの初期メンバーの一員となる。2014年にホーム・ユナイテッドへ移籍した。

## タイトル

### 代表
シンガポール
- 東南アジアサッカー選手権: 2012